# Lagtingsledamot
En lagtingsledamot är medlem av det självstyrda Ålands parlament, Ålands lagting.